# Erwin Panofsky
Erwin Panofsky (Hannover, 1892. március 30. – New York, 1968. március 14.) német művészettörténész.

## Élete
Hannoverben született, itt is tett érettségit a Joachimsthalsches Gymnasiumban. Egyetemi tanulmányait Freiburgban kezdte, míg barátja, Kurt Badt hatására művészettörténetet kezdett tanulni Wilhelm Vöge professzornál. Tanulmányait Berlinben fejezte be Adolph Goldschmidt tanszékén. 1914-ben doktorált kitüntetéssel Albrecht Dürer művészetelméletéből. Ez a tanulmány hozta meg számára az elismerést, a kor két legkiválóbb művészettörténésze, Wölfflin és Riegl olyan elismerést vívtak ki számára, hogy meghívást kapott az 1921-ben alapított hamburgi egyetem „privátdocentúrájára”. Az első világháborúban nem vett részt, mert egy lovasbaleset mindvégig mentességet biztosított neki a katonai szolgálat alól. Ezekben az években mélyült el a reneszánsz művészet tanulmányozásában, különösképp Dürer és Michelangelo művészetében.
A hamburgi egyetem pezsgő szellemi életében készült el Dürer Melankólia című művének könyv méretű elemzése (Fritz Saxl inspirációjával; a román kori német szobrászat monográfiája, az Idea, a Hercules am Scheiewege (Herkules válaszúton) és mintegy negyven elvi jelentőségű tudományos dolgozat. Fritz Saxl volt az igazgatója a Bibliothek Warburg nevű könyvtárnak, melynek teljes állományát a harmincas évek elején a nemzetiszocialisták elől Londonba kellett menteni. A zsidó származású Panofsky 1933-ban végérvényesen az Amerikai Egyesült Államokba települt. 1931-től vendégprofesszor volt már a New York Universityn, így New Yorkba költözött.
1935-től a Princeton Insitute for Advanced Study professzora (ide került Einstein és Oppenheimer is). Itt írt művei három évtized alatt megreformálták (mások szerint egyenesen megteremtették) az amerikai művészettörténet-írást.
1966-ban, tekintélye csúcsán visszalátogatott Németországba, megengedhette magának, hogy angol nyelven tartson előadást. 1968-ban halt meg New Yorkban.

## Munkássága
Panofsky nemzedékének nem kisebb feladattal kellett szembenéznie, mint az addig nem létező művészettörténeti terminológia megalkotásainak nehézségeivel. Át kellett hidalnia a pozitivista adatfeltárás által létrejött űröket, az egyes művekben fel kellett tárni azt a réteget, ami biztosítja az egyedi műalkotás sajátszerűségét a történelem más produktumaival szemben, be kellett ágyazni a művészettörténet-tudományt a filozófiába a művészetelmélet, művészettudomány és esztétika segítségével. Panofsky jelentősége, hogy feltárta az azt akadályozó problémák lényegét.
Első dolgozatában, A képzőművészeti stílus problémájában Wölfflin művészettörténet-felfogásával nézett szembe. Kifejezi szándékát, hogy a művészeti jelenségek legmélyebb lényegét, a korstílusok tartalmát és ezek változásait világnézeti okokra vezesse vissza.
Az 1920-ban megjelent A Kunstwollen fogalmában Riegl elméletét próbálta meg továbbfejleszteni. A következő művében is visszatér a kunstwollen kérdéséhez. A művészettörténet viszonya a művészetelmélethez (1925) című művében kanti kategóriarendszerrel egyenlíti ki Riegl és Wölfflin nézeteit, hangsúlyozva, hogy a nagy elődök által felállított ellentétpárok egymást feltételezik s apriorisztikus feltételek.
Elméleti művei mellett olyan témák is foglalkoztatták, melyekkel gyakorlati tudását tette próbára. Az emberi arányok stílustörténete (1921), Dürer és klasszikus ókor (1921-22), Idea (tanulmányok, 1924), A perspektíva mint szimbolikus forma (1927).
Panofsky legnagyobb érdeme az ikonológiai módszer kidolgozása.

## Az ikonológiai módszer
| Az értelmezés tárgya | Az értelmezés           | Értelmezéshez szükséges előismeretek       | Az értelmezés helyesbítésének eszköze (a hagyományok története)                                                                                              |
| Elsődleges vagy természetes képtárgy, mely lehet tárgybeli vagy kifejezésbeli, ezek együttesen fejezik ki a művészi motívumok világát. | Preikonografikus leírás | Mindennapi tapasztalat                     | A stílusok története, ahogyan a különböző történeti korokban a meghatározott tárgyakat és történéseket kifejezik                                             |
| Másodlagos vagy konvencionális képtárgy. Ábrázolások, történetek és allegóriák világát alkotja.                                        | Ikongráfiai elemzés     | Irodalmi források ismerete                 | A típusok története, ahogyan a különböző történeti korokban meghatározott témákat vagy fogalmakat tárgyakkal és eseményekkel fejeznek ki.                    |
| Belső jelentés vagy tartalom, a szimbolikus értékek világa.                                                                            | Ikonológiai elemzés     | Az emberi elme alaptörekvéseinek ismerete. | A kultúra jelenségeinek ismerete általában. Ahogyan különböző történeti korokban az emberi elme törekvéseit meghatározott témákkal és fogalmakkal kifejezik. |

## Magyarul megjelent művei
- Az emberi arányok stílustörténete; ford. Vekerdi László; Magvető, Bp., 1976 (Gyorsuló idő)
- A jelentés a vizuális művészetekben. Tanulmányok; vál., szerk., utószó Beke László, ford. Tellér Gyula; Gondolat, Bp., 1984
- Gótikus építészet és skolasztikus gondolkodás; ford. Szegedy-Maszák Mihály; Corvina, Bp., 1986 (Imago)
- Idea. Adalékok a régebbi művészetelmélet fogalomtörténetéhez. Egyetemi tankönyv; ford. Szántó Tamás; Corvina, Bp., 1998 (Egyetemi könyvtár)